# Cinéma Rex d'Oran
Le Cinéma Rex d'Oran est une ancienne salle de cinéma située à Oran, en Algérie. Construite pendant la période coloniale française, elle est dotée d'une architecture Art Déco, qui est apparue dans les années 1930.

## Historique
Les années comprises entre 1962 et 1975 ont été considérées comme l'apogée du cinéma Rex, en raison de la diffusion de films égyptiens et hindous tels que Faulad,.

### Emplacement
Le Cinéma Rex se trouve dans le quartier Saint-Antoine, au carrefour des boulevards Joffre et de Mascara (boulevard Édouard-Herriot), et des rues Daru et de Tlemcen. Le lieu est dit « place du Rex ».

### Fermeture
A l'instar de la plupart des salles de cinéma en Algérie, le Cinéma Rex d'Oran a été fermé durant la période de la décennie noire en Algérie,,.

### Abandon
Le cinéma a été abandonné depuis plusieurs années et est devenu un dépotoir à ciel ouvert. De nos jours, il est dans un état de délabrement,.